# Василий Баранов
Василий Баранов е беларуски футболист, полузащитник. Известен е с изключително мощния си удар и умението да бие фалове. Четирикратен шампион на Русия в състава на Спартак Москва.

## Кариера
Баранов дебютира във футбола сравнително късно – на 21 години. Записва 19 мача и вкарва 3 попадения за отбора на Злин. През 1994 г. преминава във Ведрич-97, където играе до края на 1995 г. През 1996 г. подписва с Балтика (Калининград). Баранов играе основна роля в състава на „Балта“ в трите сезона на отбора във Висшата дивизия. След като калининградчани изпадат, беларусинът е трансфериран в Спартак Москва. По това време „червено-белите“ са хегемон в шампионата на Русия и за 5 сезона в Спартак Баранов печели титлата 4 пъти. Баранов се утвърждава на десния фланг на полузащитата на състава на Олег Романцев. Особено запомнящи са головете на полузащитника от далечно разстояние. Освен това, Василий се превръща в щатен изпълнител на преки свободни удари. В средата на 2003 г. ръководството на Спартак поставя Баранов в трансферната листа, тъй като играта му била „неподходяща за спартаковския стил“.
Полузащитникът преминава в Спартак-Алания, където доиграва сезона. След 11 изиграни срещи, Баранов е отстранен от отбора след конфликт с треньора Бахва Тедеев, въпреки че има договор за още година с Алания. Дейсващият контракт пречи на Василий да си намери нов отбор и той остава без игрова практика повече от година. От 2005 до 2007 г. играе във ФК Рязан в Руска Втора Дивизия. Записва 65 мача и вкарва 10 попадения. Последният му мач е срещу Сатурн (Егоревск) на 4 октомври 2007 г.

## Награди

### Отборни
- Шампион на Русия – 1998, 1999, 2000, 2001
- Купа на Русия – 2003
- Купа на общността – 1999, 2000, 2001

### Индивидуални
- Най-добър дебютант в шампионата на Русия – 1996
- В списък „33 най-добри“ – 1998, 2000 (под номер 2)